# إد كيلي (لاعب كرة قاعدة)
إد كيلي (بالإنجليزية: Ed Kelly) هو لاعب كرة قاعدة أمريكي، ولد في 10 ديسمبر 1888 في بوتكيت في الولايات المتحدة، وتوفي في 4 نوفمبر 1928 في ريد لودج في الولايات المتحدة.

## وصلات خارجية
- إد كيلي على موقعبيزبول رفرنس.كوم (الدوري الرئيسي) (الإنجليزية)
- إد كيلي على موقعبيزبول رفرنس.كوم (الدوري الثانوي) (الإنجليزية)
- إد كيلي على موقع جمعية أبحاث البيسبول الأمريكية (الإنجليزية)